# Emilian Bucov
Emilian Radu Bucov, Emilian Bukow, Emilian Bykow (ros. Емилиан Несторович Буков, ur. 26 lipca?/8 sierpnia 1909 w Nowej Kilii w guberni besarabskiej (obecnie w obwodzie odeskim), zm. 17 października 1984 w Kiszyniowie) – radziecki mołdawski poeta i pisarz.

## Życiorys
W 1936 ukończył studia na Wydziale Literatury i Filozofii Uniwersytetu w Bukareszcie, działał w nielegalnym Związku Komunistycznej Młodzieży Rumunii, pracował w rumuńskich pismach. Opublikował zbiory wierszy Praca wre (1932), Mowa słońca (1937) i Chiny (1938), zawierających ostrą krytykę burżuazyjnej społeczności i przesiąknięte patosem walki rewolucyjnej. Po aneksji Besarabii przez ZSRR w 1940 mieszkał w Mołdawskiej SRR, w 1942 opublikował zbiór wierszy Widzę cię, Mołdawio, w 1944 – Wiosna na Dniestrze, w 1947 Kraj mój, w 1954 Wiersze, a w 1956 powieść wierszowaną Miasto Reut. Od 1950 należał do WKP(b), w 1965 opublikował zbiór opowiadań Iskry serca i zbiór wierszy Dzień dzisiejszy, dzień jutrzejszy, w 1969 poemat Pieśń młodości i powieść Magistrala. Był deputowanym do Rady Najwyższej ZSRR 2. i 3. kadencji (1946–1954). W 1982 otrzymał tytuł Ludowego Pisarza Mołdawskiej SRR.

## Odznaczenia i nagrody
- Medal Sierp i Młot Bohatera Pracy Socjalistycznej (8 sierpnia 1979)
- Order Lenina (dwukrotnie – 11 października 1949 i 8 sierpnia 1979)
- Order Czerwonego Sztandaru Pracy (dwukrotnie – 31 sierpnia 1959 i 7 sierpnia 1969)
- Nagroda Państwowa Mołdawskiej SRR (1966)

I medale.